# 新加坡駐臺北商務辦事處
新加坡駐臺北商務辦事處（英語：Singapore Trade Office in Taipei）為新加坡共和國在中華民國（臺灣）的準官方代表單位，总部位於台灣台北市大安區。
新加坡採行一個中國政策，不承認中華民國，兩方沒有正式外交關係，因此只有設立準官方的代表單位，以處理兩國間的簽證及商務往來問題。該辦事處的對應單位為驻新加坡台北代表处。
1979年，該辦事處成立，原名商務代表處（Trade Representative Office）。1990年新加坡與中華人民共和國建交後，改為現在的名稱。

## 外部連結
- 新加坡駐臺北商務辦事處官網 （页面存档备份，存于）